# Crisis diplomática por el programa nuclear de Irán entre 2005 y 2007
El Programa nuclear de Irán se vio comprendido en una crisis diplomática mundial por el reinicio del Enriquecimiento de uranio que el gobierno de Mahmud Ahmadineyad estableció en agosto de 2005, en contra de las recomendaciones de la AIEA. Dicha crisis tuvo por un lado al gobierno de EE. UU. de George Walker Bush; que centró su acción diplomática en obtener el apoyo internacional no solo para imponer sanciones económicas a Irán, sino inclusive para el apoyo a un probable ataque militar al programa de dicho país, por considerar que el mismo en realidad tenía como fin el desarrollo de armas nucleares. 
Por otro lado, el gobierno de Ahmadineyad, junto con el sector conservador de la política iraní, utilizó el citado programa como una plataforma política de su gobierno y lo volvió una cuestión nacional, afirmando que Irán tiene necesidades energéticas suficientes para continuar con el desarrollo de su energía atómica y que el mismo es exclusivamente civil y no militar. A momentos la posibilidad de un desenlace militar y sus consecuencias regionales estresaron el escenario internacional. Finalmente un informe de la CIA descartó definitivamente que el programa nuclear iraní pueda permitir el desarrollo de armas nucleares, en los años inmediatos; lo cual no permite la obtención del apoyo que el gobierno de Bush busca. A pesar de ello George Bush sigue afirmando que Irán y su programa son una amenaza para el mundo y para Oriente Medio. 

## Controversia internacional y desarrollo del programa
El programa nuclear de Irán se politizó en dos ámbitos: local e internacional. Los políticos conservadores iraníes lo utilizaron como parte de su plataforma, y, por otro lado, existía especulación internacional sobre el posible uso que Irán pueda darle a su tecnología nuclear. Irán es miembro del Tratado de No Proliferación Nuclear, que ratificó en 1970. Sin embargo, el Organismo Internacional de Energía Atómica creía que la reciente falta de cooperación iraní hacía imposible conducir inspecciones adecuadas para asegurar que la tecnología no esté siendo orientada a la producción de armas.
La controversia internacional se suscitó con la reanudación del enriquecimiento de uranio para la Energía nuclear de Irán en agosto de 2005. La controversia se amplió por las acusaciones del gobierno de EE. UU.; miembro del Consejo de Seguridad de Naciones Unidas; que afirmaban que el programa nuclear civil de Irán tenía como finalidad el desarrollo de armas nucleares; puesto que Irán pertenece, según Bush, al llamado Eje del mal dentro de la Guerra contra el terrorismo, lo cual rechaza este país. Debido a ello y a informes del OIEA, elevados al citado consejo en abril de 2006, este consejo por unanimidad emitió una declaración presidencial no vinculante en julio, por la cual exigió que Irán suspenda el enriquecimiento de uranio en treinta días, a cambio de ciertas ventajas comerciales y económicas, además de haber establecido otras condiciones para que pueda continuar con su programa nuclear posteriormente. El gobierno de Irán desoyó las exigencias del Consejo de Seguridad de la ONU, continuando con el desarrollo de su programa nuclear. El gobierno de EE. UU. declaró que solicitaría sanciones para Irán y no descartaba un ataque nuclear táctico contra dicha nación. pero Rusia y China adelantaron que vetarían cualquier proyecto de resolución contra Irán en el consejo de seguridad, se dieron algunas desavenencias e intensas negociaciones para resolver la controversia
En el desarrollo de las negociaciones, miembros del consejo de seguridad concedieron a Irán un plazo mayor para la suspensión del enriquecimiento de uranio, mientras Rusia firmó un acuerdo con Irán para poner en marcha la central nuclear de Bushehr en el año 2007.
La controversia volvió a intensificarse por la reiterada negativa iraní a suspender el enriquecimiento de uranio y por el proyecto de sanciones contra Irán y sus colaboradores aprobado por el congreso de EE. UU.
Sanciones de EE.UU. Contra Irán
El gobierno de EE. UU. aprobó el proyecto de ley que redactó el Congreso de EE. UU., por la cual se impondrían sanciones a Irán, el 30 de septiembre del 2006. Estas sanciones también alcanzan a todas las entidades que apoyen a Irán en el desarrollo de armas químicas, biológicas o nucleares. La ley se refiere expresamente al caso del desarrollo de armas, no al programa nuclear de Irán en sí. Sin embargo el gobierno de Irán considera que, dadas las denuncias del gobierno de EE. UU., la ley afecta a su programa nuclear directamente.
El 13 de octubre la Comisión Europea dio por terminada la negociación con Irán para una solución diplomática a la controversia, sin obtener un acuerdo al respecto. Al mismo tiempo el presidente iraní Ahmadineyad expresó que “vuestras sanciones son el día de nuestra fiesta nacional" en referencia a las sanciones que puedan resolverse contra Irán en el Consejo de Seguridad de la ONU, ello en medio de la tensión internacional por las pruebas subterráneas de armas nucleares de Corea del Norte.
Segunda fase de Enriquecimiento de Uranio
Posteriormente, Irán anunció que comenzó con éxito el uso de una segunda red de centrifugadoras de gas para un mayor enriquecimiento de uranio. Ello motivó a que George W. Bush expresara que "Tanto si lo duplicaron como si no, la idea de que Irán tenga un arma nuclear es inaceptable" Al momento de dichas declaraciones, Irán logró enriquecer uranio entre el 3% y 4%. Para usos militares, se necesita uranio enriquecido al 90% Varios miembros del Consejo de Seguridad de la ONU advierten con sancionar a Irán por no detener su programa nuclear, pero el gobierno ruso se opone tenazmente a aplicar cualquier sanción contra dicho estado.
Irán seguía solicitando colaboración internacional para su programa nuclear.
Fase final En El Desarrollo Del Programa
El presidente de Irán, Mahmud Ahmadineyad anunció la creación de tres mil centrifugadoras para el enriquecimiento de uranio y hasta sesenta mil en un futuro próximo. El anuncio se dio al mismo tiempo que en el Consejo de Seguridad se estudiaba un borrador de resolución de sanciones contra Irán, que sería vetado por Rusia y China. Ahmadineyad expresó que si se aprueban las sanciones, se aplicará un nuevo orden financiero para Irán.
Anteriormente Irán solicitó ayuda técnica para el control de la construcción de un reactor de agua pesada en Arak, a 200 kilómetros de Teherán. La OIEA rechazó el pedido, a su vez el director de dicho organismo, Mohamed ElBaradei, manifestó que el gobierno de Teherán anunció que ampliará su colaboración con los inspectores, permitiéndoles el acceso a los archivos de una planta de enriquecimiento de uranio y dejándolos tomar muestras medioambientales. El-Baradei consideró que esos pasos van en la dirección correcta y confió en que marquen el inicio de una nueva etapa de cooperación de parte de Irán. Reiteró que Irán todavía puede enmendar el camino y cooperar con el OIEA para aclarar todos los asuntos pendientes.
Rusia se siguió oponiendo a la aplicación de sanciones contra Irán, pero no se negaba a la aprobación de una resolución contra dicho país antes de fin del año 2006.

## Sanciones al Programa Nuclear
Finalmente, luego de más de dos meses de negociaciones, el 23 de diciembre del 2006 por unanimidad los miembros del Consejo de Seguridad acordaron una resolución para sancionar a Irán. La sanciones solo fueron económicas y no militares, como EE. UU. pretendía. Rusia decidió apoyar dichas sanciones luego de acordarse de que la central nuclear de Bushehr no sería incluida en las mismas.Se emplazó por otros sesenta días a Irán para que suspenda su programa nuclear o caso contrario se aplicarían más sanciones no militares. Los diplomáticos iraníes calificaron como "ilegal" a la resolución y a sus sanciones, reafirmando la continuidad del programa. Ante ello, el gobierno de George Bush seguía preparando una opción militar a la controversia.
Esto se sucedía a la vez que el gobierno iraní anunciaba su decisión de cambiar al dólar por el euro como moneda de transacción en la comercialización del petróleo y otros bienes y servicios.
Respuesta de Políticos Iraníes
Ante las sanciones dictadas por el Consejo de Seguridad, parlamentarios iraníes aprobaron una ley por la cual se disponía que el gobierno de Irán revisase su participación en el Tratado de No Proliferación Nuclear
Estudio Científico Sobre El Programa Nuclear de Irán
Recientemente Roger Stern publicó un estudio que indica que la necesidad de Irán de desarrollar su programa nuclear es genuina, ya que en cinco años -a partir de comienzos del 2007- sus exportaciones de petróleo serían solo de la mitad y para el año 2015 llegarían al nivel cero. Las exportaciones de petróleo representan el 70% del ingreso del Estado iraní.
A su vez, distintos países y líderes se manifestaron a favor del programa nuclear iraní.
El diario británico The Sunday Times publicó un artículo sobre un supuesto plan del gobierno israelí de Ehud Olmert, por el cual estaría preparando un ataque nuclear táctico contra la planta de enriquecimiento de uranio de Natanz. El ministerio israelí de relaciones exteriores negó categóricamente la existencia de dicho plan, mientras que el ministro iraní de relaciones exteriores apoyó dicha publicación.

## Aumento de las tensiones
Posteriormente, a la vez que EE. UU. denunciaba la injerencia de Irán en el conflicto de Irak, el diario británico The Guardian publicaba un supuesto plan de ataque nuclear táctico contra las centrales nucleares iraníes. El gobierno de EE. UU. negaba la existencia de dicho plan, mientras que el gobierno de Irán negaba su involucramiento en la guerra de Irak.

### Nueva apertura de negociaciones y nuevas publicaciones de planes bélicos
Seyyed Mohammad Ali Hoseini, portavoz del Ministerio de Relaciones Exteriores de Irán, el 12 de febrero del 2007 manifestaba que “Todos los asuntos, incluso el de la suspensión del enriquecimiento de uranio, podrían debatirse en estas negociaciones” con lo que se dio una aparente apertura a negociaciones de parte del gobierno de Irán. Mientras, se sucedió un ataque terrorista en Zahedan el 14 de febrero.
Esta aparente apertura iraní fue tomada con escepticismo por Mohamed ElBaradei. Ante la publicación de la BBC sobre lo ya publicado por The Guardian, posteriormente Irán volvió a reafirmar que no suspenderá su programa nuclear, como manifestación de no sentirse intimidada por la amenaza militar estadounidense. A pesar de ello, el gobierno iraní de Mahmud Ahmadineyad ha perdido respaldo popular, lo cual ha debilitado su agresiva política exterior.
El director de la OIEA, Mohamed El Baradei, se manifestó contrario a un ataque contra Irán.
Sin embargo, el gobierno de Bush está imposibilitado de llevar adelante un ataque contra las instalaciones nucleares del programa iraní, por no contar con el apoyo del congreso de EE. UU.
Teoría Del Ataque Terrorista Para Justificar Ataque A Irán
Zbigniew Brzezinski, un afamado y prominente intelectual demócrata, pero seguidor de la Power Politic y del Realims norteamericano; además de admirador de Henry Kissinger; manifestó que uno de los escenarios posibles para que Bush justifique un ataque nuclear contra Irán era el de un ataque terrorista en EE. UU. del que se pudiese acusar al gobierno de Teherán. En similar manifestación se expresó Hillary Mann, exdirectora del Consejo Nacional de Seguridad para Asuntos Iraníes y del Golfo Pérsico bajo el gobierno Bush de 2001 a 2004
Aumento del Consumo Energético Iraní
A medida que Irán va avanzando en su desarrollo económico, sus necesidades energéticas van aumentando, lo cual impone mayor presión sobre el programa nuclear iraní. Sobre todo por los subsidios al consumo interno de combustibles; que causa que un creciente porcentaje de la producción petrolera iraní se invierta solo en Irán
Las tensiones volvieron a aumentar por el envío de otro portaaviones estadounidense al Golfo Pérsico

### Vencimiento del Plazo Establecido Por El Consejo De Seguridad
Una vez vencido el plazo establecido por el Consejo de Seguridad de Naciones Unidas para que Irán suspenda su programa de enriquecimiento de uranio, el OIEA debe elevar un informe a dicho consejo, comunicando si la resolución no vinculante ha sido cumplida o no por Irán. Claramente el gobierno iraní de Mahmud Ahmadineyad no solo no ha suspendido el programa de enriquecimiento, sino que incluso lo ha ampliado, expresando que continuará con dicho programa por ser supuestamente un derecho legítimo de Irán.
 Nuevo Debate En El Consejo de Seguridad 
Presentado el informe de la OIEA, las negociaciones sobre el borrador de una nueva resolución con sanciones contra Irán comenzó Posteriormente Elbaradei manifestó que la OIEA es "incapaz de dar las garantías requeridas sobre la naturaleza pacífica del programa nuclear de Irán" Al mismo tiempo, el expresidente de EE. UU. Bill Clinton, pidió que su gobierno dialogue con Irán Por otro lado, el ministro de relaciones exteriores de Emiratos Árabes Unidos manifestó que “Le pedimos a Irán que se comprometa de manera transparente a su programa nuclear”
El gobierno iraní continuó con sus ejercicios de entrenamiento para defenderse de un ataque aéreo y en la misma fecha, el día 6 de marzo del 2007, en el senado de EE. UU. se presentó un proyecto para impedir un ataque nuclear contra Irán Al día siguiente la Liga Árabe se pronunciaría a favor del programa nuclear iraní
Suspensión De La Cooperación Internacional
El 8 de marzo la OIEA suspende varios programas en los que cooperaba con el programa iraní de energía nuclear A su vez, el embajador iraní ante la OIEA expresaba que continuaban el enriquecimiento de uranio.
En un hecho llamativo, al que se vinculó anteriormente al programa nuclear iraní, se descubre la venta ilegal de uranio en la República Democrática del Congo Pero el gobierno congoleño desvinculó totalmente a Irán, apuntando aparentemente las investigaciones a empresas importadoras en Inglaterra, Sudáfrica y las islas Seychelles.[cita requerida]
Mientras los debates dentro del Consejo de Seguridad se hacían extensos por la dificultad de llegar a un acuerdo y por la oposición rusa a fuertes sanciones contra Irán, 15 marinos británicos fueron detenidos por fuerzas iraníes en la zona de Shatt Al Arab, específicamente cerca del delta del río Arvand; una zona fluvial y marítima fronteriza entre Irak e Irán, en litigio entre ambas naciones desde hace años según la agencia de noticias Télam. La agencia rusa de noticias Ria Novosti primero informa que la detención se hizo en aguas territoriales de Irak, luego informa que fue en aguas iraníes. Reuters y la agencia iraní IRNA inicialmente solo se remiten a repetir el comunicado del ministerio de defensa británico, que afirma que la detención se hizo en aguas iraquíes. Horas después el gobierno iraní afirmó que los marinos británicos fueron capturados en aguas iraníes, sospechando de una intervención ilegal contra Irán. El presidente de turno de la Unión Europea, Frank-Walter Steinmeier exigió la liberación de los marineros. Según Fars los marineros confesaron haber ingresado a aguas iraníes ilegalmente. La crisis por la captura de los citados marineros es simultánea y estrechamente relacionada con las deliberaciones que se realizan en el Consejo de Seguridad para sancionar a Irán por su programa nuclear.

### Nueva Sanción Al Programa Nuclear
El Consejo de Seguridad aprobó la resolución 1747 por la cual se aplican nuevas sanciones contra el programa nuclear iraní. En esta nueva resolución se prohíbe la exportación de armas iraníes y se congelan las cuentas bancarias y financieras de individuos y grupos comerciales vinculados. Irán decidió suspender distintos programas de cooperación con la AIEA como respuesta, mientras, se mantiene la tensión diplomática por la captura de marineros británicos por parte del ejército iraní, al punto que Inglaterra ha suspendido sus relaciones bilaterales con Irán. A su vez la marina de EE. UU. realizó un mayor despliegue militar en el Golfo Pérsico

A su vez la puesta en marcha de la central nuclear de Busherhr se retrasa, los rusos argumentan problemas técnicos para iniciar el funcionamiento de la central, mientras que los iraníes manifiestan que son motiviaciones políticas las que retrasan el inicio de actividades en la central.
Finalmente la crisis con los marinos británicos se resolvió con la liberación de los mismos por parte del gobierno iraní

## Anuncio Sobre La Producción Industrial de Uranio Enriquecido
El 9 de abril de 2007, Mahmud Ahmadineyad anuncia que la central nuclear de Natanz ha comenzado la industrialización del uranio enriquecido. El gobierno de EE. UU. se manifestó preocupado Mientras que el gobierno ruso puso en dudas la veracidad del anuncio En tanto, la Unión Europea solo se limitó a recordar a Irán que debe respetar sus compromisos con el TNP El vocero del Ministerio de Relaciones Exteriores de Irán se quejó del "doble rasero" de occidente en materia nuclear "Occidente sigue una política de doble rasero: por un lado maneja resoluciones contra nosotros, pero por otro llama a negociar", explicó Hosseini, quien confirmó nuevos contactos entre el negociador en jefe iraní, Ali Larijani, y el alto representante de Política Exterior de la Unión Europea, Javier Solana, aunque advirtió que las conversaciones sólo serán efectivas si 'van al grano'."
Ali Lariyani anunció posteriormente una nueva ronda de negociaciones con la Unión Europea para resolver el litigio nuclear A su vez Mohammad Saidi, vicepresidente de la OIEA para Irán, anunció que la central nuclear de Busherhr será inaugurada en el 2007 Sin embargo, Mohamed ElBaradei afirmó que Irán está aún en las fase inicial de crear una planta de enriquecimiento Mijaíl Fradkov, primer ministro ruso, manifestó que Rusia seguiría negociando con Irán los programas nucleares
El 25 y 26 de abril se realizaron reuniones de negociación en Ankara, Turquía, donde participó Javier Solana, por la Unión Europea. Dos días después de concluidas las reuniones, Solana expresó que Irán estaba dispuesta a negociaciones directas con EE. UU. Lariyani desmintió esto Continúan las negociaciones.
El 11 de junio de 2007, Mohamed ElBaradei llamó a desactivar la constante confrontación diplomática con Irán, por su programa nuclear, a su vez Israel anunciaba el lanzamiento de un satélite espía para vigilar a Irán. El día 14 de junio, Elbaradei declaró que atacar a Irán sería "un acto de locura que no resolvería la cuestión", además, sobre la controversia nuclear, expresó que "Cuanto más lo aplacemos, menos opciones tenemos de llegar a una solución pacífica" con lo cual denotó la urgencia y los peligros graves que soportan el programa nuclear iraní y las negociaciones al respecto.

## Informe Final de laCIA
Finalmente, la CIA emitió un informe en el que se expresaba lo siguiente: "no se sabe si Irán tiene siquiera la intención de desarrollar esas armas nucleares" Al respecto Mohamed ElBaradei consideró que dicho informe ayudará a poner fin a la crisis diplomática con Irán por su programa nuclear Por otra parte, el presidente de la Comisión de Seguridad Nacional y Política Exterior del Parlamento de Irán, Alaeddín Boruyerdí, declaró que «Esta confesión procedente del interior de uno de los órganos más sensibles del Gobierno de EEUU es una prueba de la veracidad de las declaraciones de las autoridades de la República Islámica sobre el uso pacífico de la energía nuclear» Por su parte la parlamentaria Elham Aminzadé expresó que EE. UU. debería perdir disculpas al pueblo iraní por sus acusaciones sin fundamento
De esta manera se puso prácticamente fin, por ese momento, a la crisis diplomática que existía sobre el programa nuclear. Rusia siguió con su apoyo al programa nuclear iraní.
A pesar del informe de la CIA, Bush declaró que Irán sigue siendo una amenaza.